# Беретянка
Беретя́нка (укр. Беретянка) — река в Украинских Карпатах, в Тячевском районе Закарпатской области. Правый приток Брустурянки (бассейн Тисы).

## Описание
Длина реки 15 км, площадь водосборного бассейна 102 км². Уклон реки 43 м/км. Река типично горная. Долина залесена, узкая и глубокая. Русло слабоизвилистое.

## Расположение
Истоки расположены при северных склонах горы Берть (отсюда и название реки). Течёт в пределах массива Внутренние Горганы сначала на северо-восток, затем — на юго-восток, в среднем и нижнем течении — преимущественно на юг. Северо-восточнее села Лопухова сливается с рекой Турбат, давая начало Брустурянке, которая является главным истоком Тересвы.

## Притоки
Бертяник, Гропянец (правые); Плайська (левый).

## Интересные факты
- Бертянка считается главным истоком Брустурянки и Тересвы.
- В прошлом долиной реки проходила одна из веток узкоколейной железной дороги Тересва - Усть-Черна[укр.].